# Nerw szczękowy człowieka

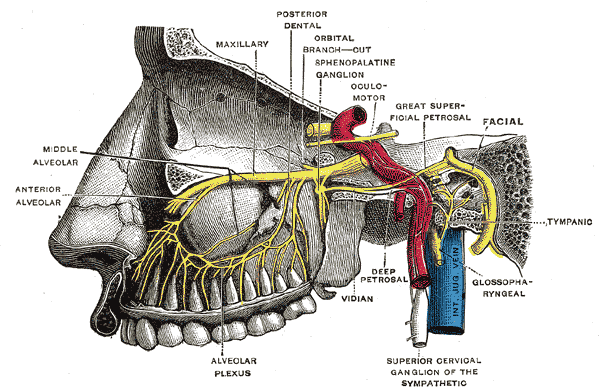
Nerw szczękowy

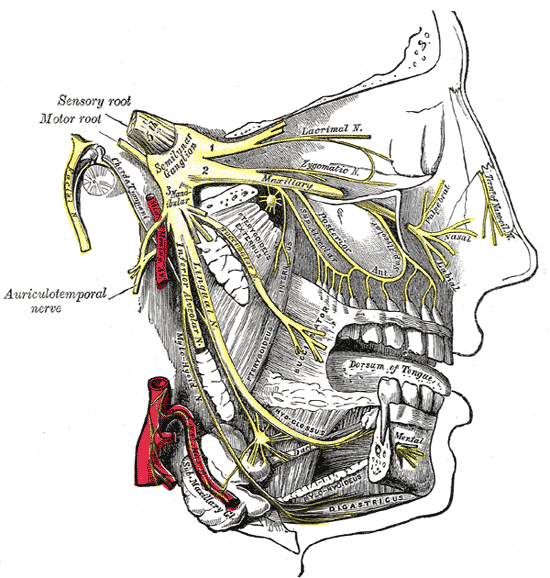
Przebieg i odgałęzienia nerwu szczękowego

Nerw szczękowy (łac. nervus maxillaris) – w anatomii człowieka jeden z trzech nerwów powstających z podziału nerwu trójdzielnego. Jest to nerw czuciowy, jego obszar unerwienia odpowiada środkowemu piętru twarzy i obejmuje okolice szczęki, dziąsła, zęby szczęki, tylną część błony śluzowej nosa i podniebienia. Zawiera wyłącznie włókna czuciowe, choć w części przebiegu prowadzi włókna autonomiczne.

## Przebieg

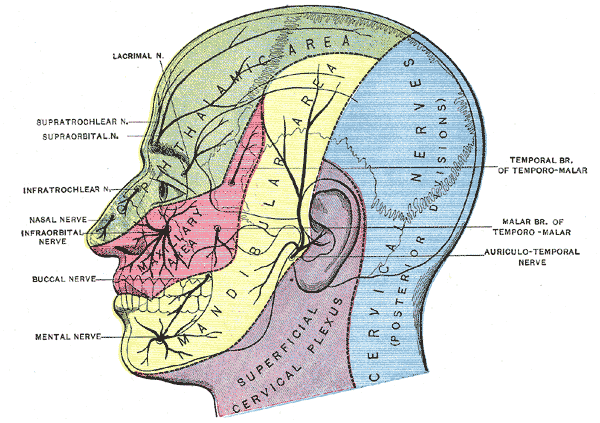
Schemat zakresu unerwienia poszczególnych gałęzi nerwu trójdzielnego

Nerw szczękowy odchodzi z bocznego brzegu zwoju nerwu trójdzielnego jako drugie z trzech odgałęzień nerwu trójdzielnego (pierwszym jest nerw oczny, trzecim nerw żuchwowy). 
Po odejściu od zwoju nerw biegnie w ścianie bocznej zatoki jamistej, w tym miejscu otrzymuje włókna współczulne od splotu jamistego. Następnie poprzez otwór okrągły przechodzi do dołu skrzydłowo-podniebiennego, gdzie oddaje gałęzie. W dalszym przebiegu przechodzi przez szczelinę oczodołową dolną do oczodołu. W oczodole przebiega w bruździe na ścianie dolnej, wchodzi do kanału podoczodołowego jako nerw podoczodołowy, który jest końcową gałęzią tego nerwu. 

## Odgałęzienia
Nerw szczękowy jeszcze w jamie czaszki oddaje swoje pierwsze odgałęzienie – gałąź oponową środkową (ramus menigeus medius), następnie w dole skrzydłowo-podniebiennym dzieli się na gałęzie końcowe: nerwy skrzydłowo-podniebienne, nerw jarzmowy i nerw podoczodołowy.
Nerw jarzmowy odchodzi w dole skrzydłowo-podniebiennym, przez szczelinę oczodołową dolną wchodzi do oczodołu, gdzie biegnie na bocznej ścianie. Oddaje gałąź łączącą do nerwu łzowego, która prowadzi włókna przywspółczulne do gruczołu łzowego, a następnie wchodzi do otworu jarzmowo-oczodołowego, gdzie dzieli się na gałąź jarzmowo-skroniową i gałąź jarzmowo-twarzową. Gałąź jarzmowo-skroniowa przechodzi poprzez otwór jarzmowo-skroniowy na przednią powierzchnię kości jarzmowej, przebija mięsień skroniowy i unerwia skórę bocznej części czoła i przedniej części skroni. Gałąź jarzmowo-twarzowa wychodzi przez otwór jarzmowo-twarzowy, przechodzi przez mięsień okrężny oka, unerwia skórę policzka okolicy jarzmowej.
Nerw podoczodołowy jest to bezpośrednie przedłużenie pnia nerwu szczękowego, po wejściu do oczodołu układa się na jego dolnej ścianie, biegnąc w bruździe, dalej wchodzi do kanału podoczodołowego i wychodzi przez otwór podoczodołowy na przedniej powierzchni szczęki. Od nerwu odchodzą nerwy zębodołowe górne oraz gałęzie końcowe do skóry i błony śluzowej okolicy podooczodołowej. 
Nerwy zębodołowe górne zwykle tworzą trzy grupy – przednią, środkową i tylną. Gałęzie zębodołowe górne tylne, najczęściej dwie, odchodzą jeszcze przed wejściem nerwu do oczodołu. Biegną razem z gałązkami tętnicy zębodołowej górnej tylnej (odgałęzienia tętnicy szczękowej) wchodzą do otworów zębodołowych, następnie biegną w kanałach zębodołowych. Zaopatrują zęby trzonowe i ich dziąsła. Gałąź zębodołowa górna środkowa zwykle jest pojedyncza (może też być zredukowana lub nieobecna), zaopatruje zęby przedtrzonowe i ich dziąsła od strony policzkowej. Gałęzie zębodołowe górne przednie odchodzą od nerwu podoczodołowego w obrębie jego kanału, biegną w dół w obrębie małych kanalików kostnych w ścianie szczęki. Poprzez splot zębowy górny zaopatrują kły i siekacze górne oraz policzkową część ich dziąseł.
Wszystkie gałęzie zębodołowe górne tworzą w wyrostku zębodołowym splot zębowy górny, który zespala się ze splotem ze strony przeciwnej. Od splotu odchodzą:
- gałęzie zębowe górne – wchodzą do otworów szczytowych zębów i unerwiają miazgę zęba,
- gałęzie dziąsłowe górne – zaopatrują dziąsła na powierzchni policzkowej i wargowej,
- gałęzie do błony śluzowej zatoki szczękowej.

Po wyjściu przez otwór podoczodołowy nerw podoczodołowy dzieli się na skórne gałęzie końcowe, które tworzą tzw. gęsią stopkę mniejszą. Do gałęzi końcowych są zaliczane:
- gałęzie powiekowe dolne,
- gałęzie nosowe zewnętrzne,
- gałęzie nosowe wewnętrzne,
- gałęzie wargowe górne.

Nerwy skrzydłowo-podniebienne są to 2–3 krótkie gałązki w dole skrzydłowo-podniebiennym odchodzące od pnia nerwu szczękowego. Gałęzie dochodzą do zwoju skrzydłowo-podniebiennego i tworzą korzeń czuciowy tego zwoju.